# 洛斯科拉莱斯德武埃尔纳
洛斯科拉莱斯德武埃尔纳，是西班牙坎塔布里亚的一个市镇。总面积45平方公里，总人口10798人（2001年），人口密度240人/平方公里。